# Alexis Tibidi (Fußballspieler, 2003)
Alexis Ronaldo Tibidi (* 3. November 2003 in Lille) ist ein französisch-kamerunischer Fußballspieler. Er steht beim LASK unter Vertrag.

## Karriere
In der Jugend kam er 2018 von ESA Brive zum FC Toulouse. 2021 wechselte er zur A-Jugend des VfB Stuttgart, mit der er in seiner ersten Saison den DFB-Pokal der Junioren gewinnen konnte.
Am 20. November 2021 debütierte Tibidi am 12. Spieltag der Saison 2021/22 in der Bundesliga, als er bei der 1:2-Niederlage des VfB gegen Borussia Dortmund für Roberto Massimo eingewechselt wurde. In seiner ersten Spielzeit in Deutschland kam er zu 13 Bundesligaeinsätzen für die Stuttgarter.
Zur Saison 2022/23 wechselte er leihweise zum österreichischen Bundesligisten SCR Altach. Unter Miroslav Klose war er Stammspieler und kam bis zur Winterpause in 16 Ligaspielen (15-mal in der Startelf) zum Einsatz, in denen er 5 Tore erzielte. Ende Januar 2023 wurde die Leihe vorzeitig beendet, damit Tibidi zum französischen Erstligisten ES Troyes AC wechseln konnte. Er unterschrieb dort einen Vertrag bis zum 30. Juni 2027. Im September 2023 wurde er bis zum Jahresende an den niederländischen Erstligisten NEC Nijmegen verliehen. Für Nijmegen kam er aber nie zum Einsatz.
Im Januar 2024 wurde er anschließend an Troyes’ Schwesterklub Manchester City verliehen, wo er bis Saisonende siebenmal für die U-21 spielte. Zur Saison 2024/25 wechselte Tibidi zurück nach Österreich, wo er sich dem LASK anschloss, bei dem er einen bis 2028 laufenden Vertrag erhielt. Für den LASK kam er aber nur viermal in der Bundesliga zum Zug, sodass der Vertrag im Juli 2025 wieder aufgelöst wurde.

## Titel
- DFB-Pokal-Sieger der Junioren:  2022

## Persönliches
Tibidi ist der Sohn des ehemaligen kamerunischen Nationalspielers Alexis Flavien Tibidi.